# USS Franklin (CV-13)
O USS Franklin foi um porta-aviões operado pela Marinha dos Estados Unidos e a quinta embarcação da Classe Essex. Sua construção começou em dezembro de 1942 nos estaleiros Newport News Shipbuilding na Virgínia e foi lançado ao mar em outubro de 1943, sendo comissionado em janeiro do ano seguinte. Era capaz de transportar até noventa aeronaves, era armado com uma bateria antiaérea composta por vários canhões de 127, 40 e 20 milímetros, tinha um deslocamento carregado de quase 37 mil toneladas e alcançava uma velocidade máxima de 33 nós.
O Franklin entrou em serviço no meio da Segunda Guerra Mundial e foi enviado para o Oceano Pacífico, participando de operações nas Campanhas das Ilhas Marianas e Palau e Filipinas. Ele estava próximo do arquipélago japonês em 19 de março de 1945 quando foi atingido por duas bombas lançadas por uma aeronave japonesa, sofrendo enormes danos que arrasaram sua popa. O Franklin pode ser salvo e conseguiu voltar para casa, sendo consertado após a guerra. Foi descomissionado em fevereiro de 1947 e permaneceu inativo na reserva até ser desmontado em 1966.